# Movimiento Nacional Yugoslavo
El Movimiento Nacional Yugoslavo (en serbocroata: Jugoslavenski narodni pokret / Југословенски народни покрет), también conocido como Organización Laboral Militante Unida (Združena borbena organizacija rada / Здружена борбена организација рада, o Zbor/Збор), fue un movimiento fascista yugoslavo y una organización dirigida por el político Dimitrije Ljotić. Fundado en 1935, recibió una considerable ayuda financiera y política alemana durante el período de entreguerras y participó en las elecciones parlamentarias yugoslavas de 1935 y 1938, en las que nunca recibió más del 1% del voto popular.
Tras la invasión y ocupación de Yugoslavia por parte del Eje en abril de 1941, los alemanes seleccionaron a varios miembros del Zbor para que se unieran al gobierno títere serbio de Milan Nedić. El Cuerpo de Voluntarios Serbios (SDK) se estableció como el ejército del Zbor. Ljotić no tenía control sobre el SDK, que estaba al mando del coronel Kosta Mušicki. A finales de 1944, Ljotić y sus seguidores se retiraron a Eslovenia con los alemanes y otras formaciones colaboracionistas. En marzo, Ljotić y el líder de los Chetniks, Draža Mihailović, acordaron una alianza desesperada contra los partisanos yugoslavos. Los seguidores de Ljotić fueron puestos bajo el mando del comandante de los Chetniks, Miodrag Damjanović. Ljotić murió en un accidente automovilístico a finales de abril de 1945. Más tarde, sus seguidores huyeron a Italia junto a los Chetniks. Los aliados occidentales extraditaron a muchos a Yugoslavia después de la guerra, donde fueron ejecutados sumariamente y enterrados en fosas comunes. Aquellos que no fueron extraditados emigraron a países occidentales y establecieron organizaciones de emigrados con la intención de promover la agenda política del Zbor.

## Antecedentes
Dimitrije Ljotić fue un político de derechas en el Reino de Yugoslavia durante el período de entreguerras. El 16 de febrero de 1931, el rey Alejandro I lo nombró para el cargo de ministro de Justicia de Yugoslavia como resultado de su lealtad inquebrantable a la dinastía Karađorđević. En junio de ese año, Ljotić sugirió a Alejandro I que el sistema político yugoslavo se estructurara sobre el modelo fascista italiano. Le presentó un proyecto de constitución que proponía "una monarquía constitucional orgánica hereditaria, antidemocrática y no parlamentaria, basada en la movilización de fuerzas populares, reunidas en torno a organizaciones económicas, profesionales, culturales y benéficas, que serían políticamente responsables ante el rey". El rey rechazó la constitución de Ljotić por ser demasiado autoritaria. El 17 de agosto, Ljotić renunció a su cargo después de que el gobierno decidiera crear un partido político único respaldado por el gobierno en Yugoslavia.

## Formación
En 1934, Alejandro I fue asesinado en Marsella. Ese año, Ljotić entró en contacto con tres movimientos profascistas y los editores de sus respectivos periódicos: Otadžbina (Patria), publicado en Belgrado; Zbor (Reunión) mensual, publicado en Herzegovina; y el semanario Buđenje (Despertar), publicado en Petrovgrad (la moderna Zrenjanin). Ljotić contribuyó a las tres publicaciones y se volvió más influyente en el movimiento Otadžbina. Posteriormente fundó el Movimiento Nacional Yugoslavo (en serbocroata: Jugoslovenski narodni pokret), que también se conocía como la Organización Laboral Militante Unida (Združena borbena organizacija rada, o Zbor). El Zbor fue creado por la fusión de tres movimientos fascistas: Acción Yugoslava, los "Combatientes" de Liubliana y Buđenje de Petrovgrad. Se estableció oficialmente en Belgrado el 6 de enero de 1935, el sexto aniversario de la proclamación de la dictadura del rey Alejandro I. Sus miembros eligieron a Ljotić como presidente, Juraj Korenić su vicepresidente, Fran Kandare como segundo vicepresidente y Velibor Jonić como su secretario general. Ljotić fue elegido por su anterior mandato como ministro de Justicia y por sus conexiones con la corte real.
El objetivo oficial declarado de Zbor era la imposición de una economía planificada y "la defensa racial y biológica de la fuerza vital nacional y la familia". Otadžbina se convirtió en su periódico oficial. El partido fue declarado ilegal al establecerse, ya que prácticamente todos los partidos políticos en Yugoslavia habían sido prohibidos desde la declaración de la dictadura del rey Alejandro en 1929. El 2 de septiembre de 1935, Jonić y el abogado Milan Aćimović solicitaron al Ministerio del Interior yugoslavo que legalizara Zbor. El 8 de noviembre, el Ministerio del Interior concedió y legalizó a Zbor como partido político. Los funcionarios alemanes en Yugoslavia rápidamente se dieron cuenta del movimiento, y el enviado alemán en Yugoslavia, Viktor von Heeren, le brindó asistencia financiera e infiltró en él agentes alemanes. Un observador alemán señaló: "El movimiento Zbor representa una especie de partido nacionalsocialista. Sus principios son la lucha contra los masones, los judíos, los comunistas y el capitalismo occidental". Las industrias alemanas proporcionaron a Zbor más ayuda financiera, al igual que los servicios de inteligencia alemanes. La mayor parte del apoyo que recibió Zbor en Serbia provino de miembros de la clase media urbana, así como de estudiantes de derecha y miembros de las fuerzas armadas. La mayoría de los miembros de Zbor eran de etnia serbia, y algunos croatas y eslovenos se unieron al partido en pequeñas cantidades. Su membresía fluctuaba a menudo, principalmente debido a desacuerdos sobre el autoritarismo de Ljotić y la falta de popularidad y poder político en Serbia. Ljotić era una figura impopular en Serbia debido a sus simpatías pro-alemanas y fanatismo religioso. La cantidad limitada de apoyo recibido por el propio Zbor se debió al hecho de que el sentimiento de la derecha radical no era fuerte entre la población serbia. La razón de esto fue que la política de extrema derecha estaba asociada con Alemania. Siendo extremadamente antialemanes, la mayoría de los serbios étnicos rechazaron de lleno las ideas fascistas y nazis. Zbor nunca tuvo más de 10,000 miembros activos en un momento dado, y la mayor parte de su apoyo provino de Smederevo y de la minoría étnica alemana (Volksdeutsche) en Voivodina que había estado expuesta a la propaganda nazi desde 1933.
Durante el mandato de Milan Stojadinović, muchos miembros de Zbor abandonaron el partido y se unieron a la Unión Radical Yugoslava de Stojadinović (en serbocroata: Jugoslovenska radikalna zajednica, JRZ). Sin embargo, el movimiento continuó abogando por el abandono del individualismo y la democracia parlamentaria. Ljotić pidió a Yugoslavia que se uniera en torno a un solo gobernante y volviera a sus tradiciones religiosas y culturales, abrazando las enseñanzas del cristianismo, los valores tradicionales y el corporativismo. Abogó por un estado organizado centralmente, afirmando que la unificación de los eslavos del sur era una inevitabilidad histórica y política y que los serbios, croatas y eslovenos compartían "parentesco de sangre y sentimiento de destino común". Al mismo tiempo, la Yugoslavia que imaginó Ljotić iba a ser dominada por Serbia. Zbor promovió abiertamente el antisemitismo, siendo el único partido en Yugoslavia que lo hizo abiertamente, así como la xenofobia.

## Elecciones de 1935 y 1938
A pesar de su oposición a la democracia parlamentaria, Zbor participó en las elecciones parlamentarias yugoslavas de 1935. Ofreció 8.100 candidatos en toda Yugoslavia. El 5 de mayo, el gobierno yugoslavo anunció por primera vez los resultados de las elecciones, que mostraron que el 72,6% del electorado había emitido un total de 2.778.172 votos. El partido de Bogoljub Jevtić recibió 1.738.390 (62,6%) votos y 320 escaños en el parlamento y el Bloque de Oposición liderado por Vladko Maček recibió 983.248 (35,4%) votos y 48 escaños. Zbor terminó último en las urnas, con 23.814 (0,8%) votos, y no obtuvo ningún escaño en el parlamento. De todos los votos que recibió, 13.635 procedían de Banovina del Danubio, en el que se encontraba el distrito natal de Ljotić, Smederevo. Los resultados electorales publicados inicialmente por las autoridades provocaron conmoción entre el público, lo que obligó al gobierno a publicar los resultados de un recuento el 22 de mayo. El recuento mostró que se habían emitido 100.000 votos adicionales que no se habían registrado el 5 de mayo y que el partido de Jevtić había recibido 1.746.982 (60,6%) votos y 303 escaños, el Bloque de Oposición había recibido 1.076.345 (37,4%) y 67 escaños, y que Zbor había recibido 24.008 (0,8%) votos y nuevamente ningún escaño.
En 1937, Ljotić comenzó a atacar a Stojadinović a través de los periódicos de Zbor y lo acusó de complicidad en el asesinato del rey Alejandro I tres años antes. El gobierno de Stojadinović respondió diciendo que Ljotić estaba financiado por los alemanes y provisto de recursos financieros por ellos para difundir propaganda nazi y promover los intereses económicos alemanes en Serbia. El material incriminatorio que vinculaba a Ljotić con los alemanes fue entregado a las autoridades yugoslavas por el comandante alemán de la Luftwaffe, Hermann Göring, partidario de Stojadinović. Stojadinović utilizó estas revelaciones en su beneficio en las elecciones parlamentarias del año siguiente, presentando a sus oponentes, incluido Ljotić, como "agitadores desleales". Ljotić respondió atacando a Stojadinović a través de publicaciones en Otadžbina, muchas de las cuales fueron posteriormente prohibidas. El gobierno de Stojadinović prosiguió con la prohibición de todas las manifestaciones y periódicos de Zbor, confiscó propaganda de Zbor y arrestó a sus líderes. En septiembre de 1938, Ljotić fue arrestado después de que la policía yugoslava abriera fuego contra una multitud de partidarios de Zbor, matando al menos a una persona. El 10 de octubre, Stojadinović disolvió el Parlamento de Yugoslavia, proclamó nuevas elecciones y organizó nuevas detenciones de miembros de Zbor. Ljotić respondió afirmando públicamente que los partidarios de Zbor estaban siendo detenidos para evitar que participaran en las próximas elecciones. Las elecciones parlamentarias de diciembre de 1938 ofrecieron tres candidatos: Stojadinović, Maček y Ljotić. Durante la propia votación, miembros de partidos de la oposición, incluido Zbor, fueron detenidos y sometidos a intimidación policial y, al parecer, se falsificaron los registros de votación a favor de Stojadinović. Zbor terminó último en las elecciones, recibiendo 30.734 (1.01%) votos y nuevamente sin escaños en el parlamento. 17.573 de los votos a favor de Zbor se emitieron en Banovina del Danubio, mientras que el número de votos en Banovina del Litoral aumentó de 974 en mayo de 1935 a 2.427 en diciembre de 1938.

## Segunda Guerra Mundial

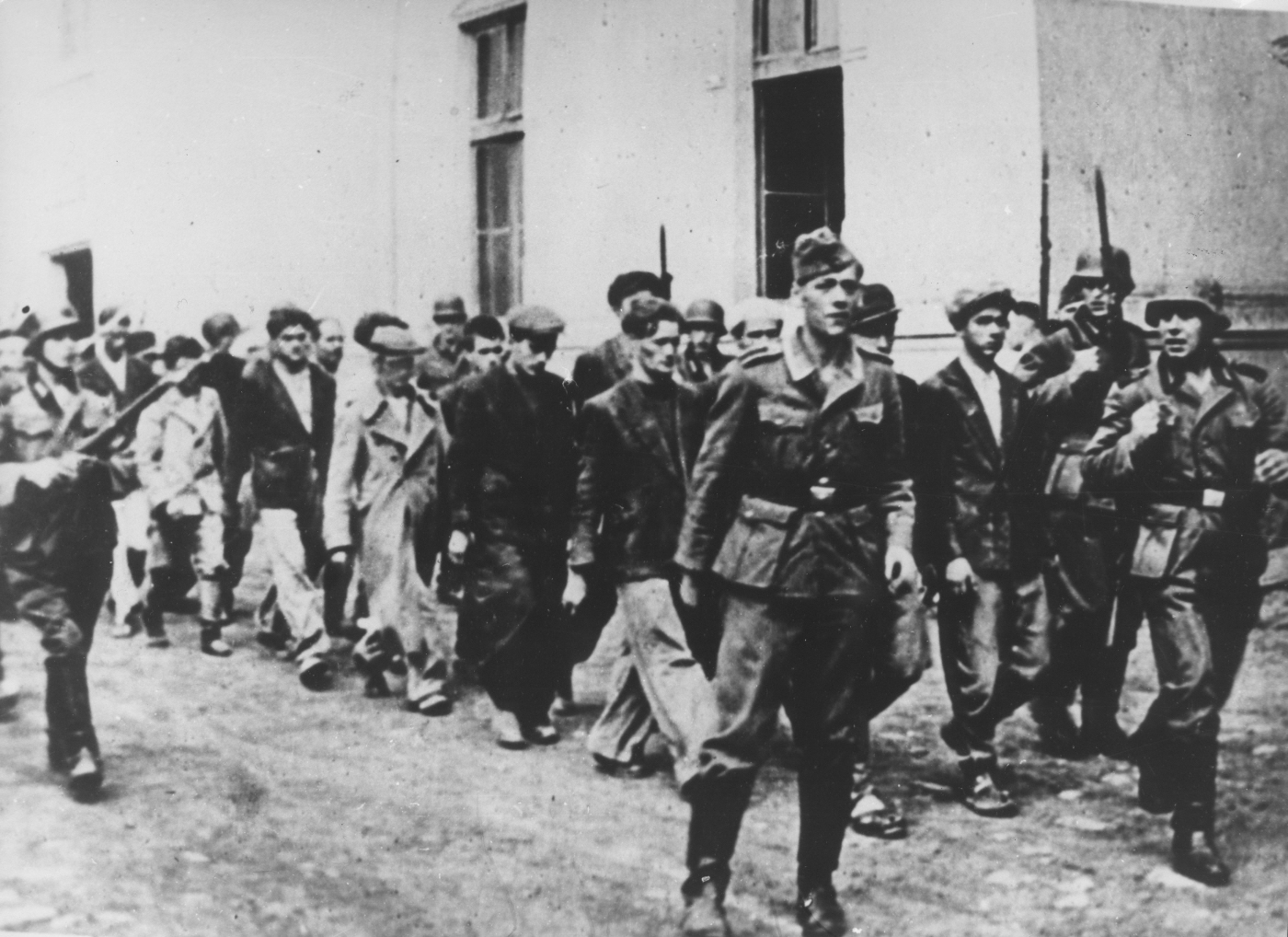
Los alemanes escoltan a personas desde Kragvjevac y sus alrededores para ser ejecutadas en 1941.

### 1939 - 1941
En agosto de 1939, el primo de Ljotić, Milan Nedić, fue nombrado ministro de Defensa de Yugoslavia. Más tarde ese año, casi todas las publicaciones de Zbor, incluidas Otadžbina, Buđenje, Zbor, Naš put (Nuestro Camino) y Vihor (Torbellino), fueron prohibidas. Ljotić aprovechó las conexiones que tenía con Nedić para asegurarse de que la revista prohibida Bilten (Boletín), publicada por Zbor, se distribuyera a los miembros del Real Ejército Yugoslavo. La revista fue publicada ilegalmente en una imprenta militar y distribuida por todo el país por correos militares. Ljotić fue el principal colaborador y editor en jefe de la revista. Se publicaron cincuenta y ocho números de Bilten desde marzo de 1939 hasta octubre de 1940, en los que Ljotić defendía una política exterior yugoslava pro-Eje y criticaba la tolerancia de Belgrado hacia los judíos. Se imprimieron hasta 20.000 copias cada una de números posteriores de la revista. Ljotić estaba particularmente satisfecho de poder ejercer su influencia ideológica sobre los jóvenes aprendices de la academia militar, así como sobre los oficiales mayores.
Con el estallido de la Segunda Guerra Mundial, Ljotić apoyó la política de neutralidad de Yugoslavia en el conflicto mientras promovía la idea de que la diplomacia yugoslava debería centrarse en las relaciones con Berlín. Se opuso con vehemencia al Acuerdo Cvetković-Maček de agosto de 1939 y escribió repetidamente cartas al príncipe Pablo instándolo a anularlo. En estas cartas, defendía una reorganización inmediata del gobierno de acuerdo con la ideología de Zbor, la abolición de la autonomía croata, la división del Real Ejército Yugoslavo en contingentes de serbios étnicos y algunos voluntarios croatas y eslovenos, que estarían armados, y contingentes de la mayoría de los croatas y eslovenos en las fuerzas armadas, que servirían como unidades de trabajo y estarían desarmados. Efectivamente, el propósito de todo esto era reducir a los no serbios en Yugoslavia al estatus de ciudadanos de segunda clase. En este punto, Zbor estaba infiltrado por la Gestapo, la Abwehr (inteligencia militar alemana) y las Schutzstaffel (SS). En 1940, el Real Ejército Yugoslavo purgó sus elementos pro-alemanes y Ljotić perdió gran parte de la influencia que tenía sobre las fuerzas armadas.
Los seguidores de Ljotić respondieron al Acuerdo Cvetković-Maček con violencia, enfrentándose al ala juvenil del Partido Comunista de Yugoslavia (KPJ). Estos incidentes atrajeron hasta 5.000 nuevos miembros a Zbor y la consiguiente creación de una rama estudiantil de Zbor conocida como Águilas Blancas (en serbocroata: Beli Orlovi). En julio de 1940, Ljotić expresó su amarga oposición al reconocimiento diplomático de la Unión Soviética por parte de Belgrado, que estaba destinado a fortalecer a Yugoslavia internamente en caso de guerra.
El 23 de octubre de 1940, los miembros de las Águilas Blancas se concentraron fuera del campus de la Universidad de Belgrado. El presidente de la universidad, Petar Micić, simpatizaba con Zbor. La policía de Belgrado, que supuestamente tenía conocimiento previo de los disturbios, se retiró de la zona antes de que estallara la violencia. Los miembros de las Águilas Blancas, y luego amenazaron a profesores y estudiantes con pistolas y cuchillos, apuñalaron a algunos de ellos, aclamaban a Adolf Hitler y a Benito Mussolini como sus héroes y gritaban "¡Abajo los judíos!" Los miembros del Slovenski Jug (Sur Eslavo), un movimiento nacionalista serbio, también participaron en los disturbios, que fueron orquestados por Ljotić con la esperanza de que la violencia provocara la ley marcial y, por lo tanto, propiciara un sistema de control más centralizado en la universidad. El público serbio respondió a los disturbios con indignación. El 24 de octubre, el gobierno yugoslavo revocó el estatus legal de Zbor. El 2 de noviembre, el Ministerio del Interior envió una lista de miembros de Zbor a todos los administradores municipales de Serbia. El gobierno tomó medidas enérgicas contra Zbor deteniendo a varios cientos de miembros, lo que obligó a Ljotić a esconderse. Una de las únicas figuras públicas en Serbia que habló a favor de Ljotić durante este período fue el obispo ortodoxo serbio Nikolaj Velimirović, quien elogió su "fe en Dios" y su "buen carácter". Aunque una investigación del gobierno encontró que Zbor era culpable de alta traición por aceptar fondos alemanes, las autoridades tuvieron cuidado de no arrestar a Ljotić para no provocar a los alemanes. Ljotić fue puesto bajo vigilancia del gobierno, pero las autoridades rápidamente lo perdieron de vista. Se escondió con amigos en Belgrado y permaneció en contacto con Nedić y Velimirović. El 6 de noviembre, Nedić renunció a su cargo para protestar por la represión del gobierno contra Zbor. Se siguieron imprimiendo números adicionales de Bilten a pesar de su renuncia. Estos apoyaron una política exterior yugoslava pro-Eje, criticaron la tolerancia del gobierno hacia judíos y masones y atacaron a miembros del gobierno probritánicos por su idea de que Yugoslavia firmara el Pacto Tripartito. Ljotić permaneció oculto hasta abril de 1941.

### 1941 - 1945
Ver también: Gobierno de Salvación Nacional de Serbia
El 6 de abril de 1941, las fuerzas del Eje invadieron Yugoslavia. Mal equipado y mal entrenado, el Real Ejército Yugoslavo fue rápidamente derrotado. Varias docenas de oficiales del Real Ejército Yugoslavo afiliados a Zbor fueron capturados por la Wehrmacht durante la invasión, pero fueron rápidamente liberados. Los alemanes enviaron a Ljotić una notificación por escrito asegurando su libertad de movimiento en la Serbia ocupada por los alemanes. No mucho después de que las fuerzas alemanas entraran en Belgrado, a los seguidores de Ljotić se les dio la tarea de seleccionar a unos 1.200 judíos de la población no judía de la ciudad.
Al ocupar Serbia, los alemanes prohibieron la actividad de todos los partidos políticos excepto de Zbor. Aunque originalmente tenían la intención de convertir a Ljotić en el jefe de un gobierno títere serbio, tanto Ljotić como los alemanes se dieron cuenta de que su impopularidad haría que cualquier gobierno dirigido por él fuera un fracaso. Los alemanes pronto invitaron a Ljotić a unirse al gobierno títere serbio inicial, el Comisionado Administrativo de Milán Aćimović. A Ljotić se le ofreció el puesto de comisionado económico, pero nunca asumió el cargo, en parte porque no le gustaba la idea de desempeñar un papel secundario en la administración y también debido a su impopularidad. Ejerció indirectamente su influencia sobre el gobierno títere serbio a través de dos de sus asociados más cercanos, los miembros de Zbor Stevan Ivanić y Miloslav Vasiljević, a quienes los alemanes habían seleccionado como comisionados. Los alemanes confiaban en Ljotić más que en cualquier otra etnia serbia en la Yugoslavia ocupada. En busca de una fuerza colaboracionista confiable para combatir el levantamiento comunista que había estallado después de la ocupación alemana de Serbia, le dieron permiso para formar los destacamentos de voluntarios serbios en septiembre de 1941.
En octubre, Zbor organizó la Gran Exposición Antimasónica en Belgrado con apoyo financiero alemán. La exposición buscaba exhibir una supuesta conspiración judeo-masónica y comunista para dominar el mundo a través de varias exhibiciones con propaganda antisemita. En diciembre, los Destacamentos de Voluntarios Serbios pasaron a llamarse Cuerpo de Voluntarios Serbios (serbocroata: Srpski dobrovoljački korpus, SDK) y se pusieron bajo el mando del General der Artillerie (Teniente General) Paul Bader. Aunque formalmente no formaba parte de la Wehrmacht, el SDK recibió armas, municiones, alimentos y ropa de los alemanes. A sus unidades no se les permitió moverse de su territorio asignado sin la autorización alemana. El propio Ljotić no tenía control sobre el SDK, que estaba directamente al mando del coronel Kosta Mušicki. Al igual que la Guardia Estatal Serbia, estaba bajo el mando directo del SS- und Polizeiführer, August Meyszner, y del comandante general en Serbia. Durante las operaciones, sus unidades fueron puestas bajo el mando táctico de divisiones alemanas. Fue el único grupo de serbios armados en el que los alemanes confiaron durante la guerra, y sus unidades fueron a menudo elogiadas por su valor en acción por los comandantes alemanes. El SDK a menudo ayudó a la Gestapo a localizar y arrestar a civiles judíos que habían logrado evadir la captura por parte de los alemanes y estaban involucrados en el envío de prisioneros judíos al campo de concentración de Banjica.
El 15 de julio de 1942, el líder de los Chetniks, Draža Mihailović, envió un telegrama al gobierno yugoslavo en el exilio pidiéndoles que denunciaran públicamente a Ljotić, Nedić y al líder chetnik abiertamente colaboracionista Kosta Pećanac como traidores. El gobierno yugoslavo en el exilio respondió haciéndolo públicamente a través de BBC Radio. El 4 de octubre de 1944, Ljotić, junto con Nedić y unos 300 funcionarios del gobierno serbio, escaparon de Belgrado con funcionarios alemanes. Ljotić y el SDK llegaron a Osijek a finales de octubre, donde el oficial alemán Hermann Neubacher acordó organizar su paso seguro hacia la costa eslovena. A principios de 1945, el líder chetnik, Pavle Đurišić, decidió huir a Liubliana Gap independientemente de Mihailović, y dispuso que las fuerzas de Ljotić que ya estaban en Eslovenia se reunieran con él cerca de Bihać, en Bosnia occidental, para ayudar en su movimiento. Entre marzo y abril, Ljotić y Mihailović intercambiaron mensajes sobre una alianza desesperada contra los partisanos. Aunque el acuerdo se alcanzó demasiado tarde para que tuviera alguna utilidad práctica, las fuerzas de Ljotić y Mihailović se unieron bajo el mando del general chetnik Miodrag Damjanović el 27 de marzo.
Ljotić no vivió para ver el final de la guerra. Murió en un accidente automovilístico en Eslovenia el 23 de abril de 1945. A principios de mayo, Damjanović condujo a la mayoría de las tropas bajo su mando al noroeste de Italia, donde se rindieron a los británicos y fueron colocadas en campos de detención. Muchos fueron extraditados a Yugoslavia, donde se estima que entre 1.500 y 3.100 fueron ejecutados por los partisanos y enterrados en fosas comunes en la meseta de Kočevski Rog. Otros emigraron a países occidentales, donde establecieron organizaciones de emigrados destinadas a promover la agenda política de Zbor. Muchos de los seguidores de Ljotić se establecieron en Múnich, donde dirigieron su propia editorial e imprimieron un periódico llamado Iskra (Chispa). En 1974, el hermano de Ljotić fue asesinado a tiros por agentes del Servicio de Seguridad del Estado yugoslavo (Uprava državne bezbednosti, UDBA). El antagonismo entre los grupos pro-Ljotić y los afiliados a los Chetniks continuó en el exilio.